# Sistema de gerenciamento de incidentes
Um sistema de gerenciamento de incidentes (também conhecido como sistema de gerenciamento de tarefas, sistema de gerenciamento de problemas, sistema de gerenciamento de chamados, sistema de ticket de suporte, sistema de suporte técnico) é um software de computador que gerencia e mantém uma lista de defeitos ou tarefas,  conforme necessários a uma organização. Sistema de gerenciamento de tarefas são comumente usados em centrais de atendimento ao cliente para criar, atualizar, e resolver problemas relatados pelos clientes, ou até mesmo problemas relatados por que a organização de outros trabalhadores. Um ticket de suporte deve incluir informações essenciais para a conta envolvidos e o problema encontrado. Um sistema de gerenciamento de tarefas possui também frequentemente uma base de conhecimento contendo informações sobre cada cliente, soluções para problemas comuns, e outros dados. Um sistema de gerenciamento de tarefas é semelhante a um sistema de gerenciamento de defeitos (bugtrackers) e, muitas vezes, eles podem ser usados como ambos e vice-versa. O uso consistente de um sistema de gerenciamento de tarefas é considerado uma "boa prática de desenvolvimento de software".